# Csengery Kristóf
Csengery Kristóf (teljes nevén Szegzárdy-Csengery Kristóf, Budapest, 1957. október 26. –) költő, zenekritikus, szerkesztő.

## Családja
Édesapja Szegzárdy-Csengery József (1915–1991) műfordító, édesanyja dr. Nagy Zsuzsa (1919–1989) művészettörténész. Apai dédapja Csengery János (1856–1945) klasszika-filológus professzor, akadémikus, anyai dédapja Reizner János (1847–1904) régész és történész. Házas, felesége dr. Dalos Anna zenetörténész.

## Élete
Zenetudományi szakon végzett 1983-ban a budapesti Liszt Ferenc Zeneművészeti Főiskolán. 1982-től 1988-ig a Zeneműkiadó Irodalmi Szerkesztőségének, majd a Muzsika szerkesztőségének munkatársa, 1997-től főszerkesztő-helyettese. 1980 óta rendszeresen publikál verseket, az Élet és Irodalom Új Hang rovatában Kálnoky László mutatta be. Angol és német költők verseiből készült fordításai jelentek meg különböző antológiákban. 1981 óta komolyzenei műsorokat készít a Bartók Rádió számára, ugyanettől az évtől kezdve zenekritikákat ír, kritikusként évtizedek óta az Új Zenei Újság rendszeres közreműködője. A Muzsika, az Élet és Irodalom, valamint a Mozgó Világ folyóiratok állandó zenekritikusa. Rádiós munkássága során közel ezer zenekritikai és ismeretterjesztő műsorban beszélt a hallgatóknak a komoly zenéről.
Kritikusi tevékenységét az MHB kritikusi díjával, az MTA Akadémiai Újságírói Díjával, Péterfi-díjjal, a Magyar Rádió Nívódíjával és Szabolcsi Bence-díjjal, költői munkásságát Bölöni György-díjjal, Zelk Zoltán-díjjal, a Mozgó Világ Nívódíjával és Déry Tibor-díjjal ismerték el.

## Művei
- Távolodások és közeledések (versek, Magvető, 1983)
- Soproni József (kismonográfia, Mágus Kiadó, 2000)
- Egy korinthusbeli a metróban; Liget Műhely Alapítvány, Bp., 2005 (Liget könyvek)
- Dalok könyve (versek, L'Harmattan Kiadó, 2012)
- Soproni József (A Magyar Zeneszerzés Mesterei, szerkesztő, Holnap Kiadó, 2012)
- A muzsikus kormorán (gyermekversek, Liget – előkészületben)